# 1974 en Belgique
Chronologie de la Belgique
- 1970
- 1971
- 1972
- 1973
- 1974
- 1975
- 1976
- 1977
- 1978

Cette page recense des événements qui se sont produits durant l'année 1974 en Belgique.

## Chronologie
- 19 janvier : chute du gouvernement Leburton II, à la suite de l'« affaire Ibramco (nl) ».
- 24 janvier : l'incendie de l'internat d'Heusden-Zolder fait vingt-quatre victimes.
- 29 janvier : dissolution des Chambres.
- 10 mars : élections législatives et provinciales.
- 25 avril : installation du gouvernement Tindemans I, gouvernement minoritaire regroupant sociaux-chrétiens et libéraux[1].
- 10 mai : rupture du traité d'amitié entre le Zaïre et la Belgique, à la suite de la parution d'une biographie du président Mobutu en Belgique.
- 11 juin : des représentants du Rassemblement wallon font leur entrée au gouvernement Tindemans I, qui dispose désormais d'une majorité parlementaire[1].
- 26 juin : sommet de l'OTAN à Bruxelles.
- 1er août : loi créant des institutions régionales (Loi Perin-Vandekerckhove)[1].
- 15 août : le train Charleroi-Anvers déraille et se brise en morceaux à hauteur du canal Bruxelles-Charleroi à Luttre. Des wagons s'encastrent dans les montants du pont tandis qu'un autre tombe sur le chemin de halage. On dénombre plusieurs morts et des dizaines de blessés[2].
- 24 novembre : plusieurs dizaines de manifestants flamands se rassemblent à Hal pour réclamer la création d'une province du Brabant flamand[3].
- 25 novembre : le Comité ministériel wallon se réunit pour la première fois à Namur[4].
- 26 novembre : 
  - Le Conseil régional wallon tient sa première séance dans la salle du Conseil provincial de Namur[4].
  - Première réunion du Conseil régional bruxellois[3].
- 10 décembre : ouverture de l'International Press Centre à Bruxelles.

## Culture

### Architecture

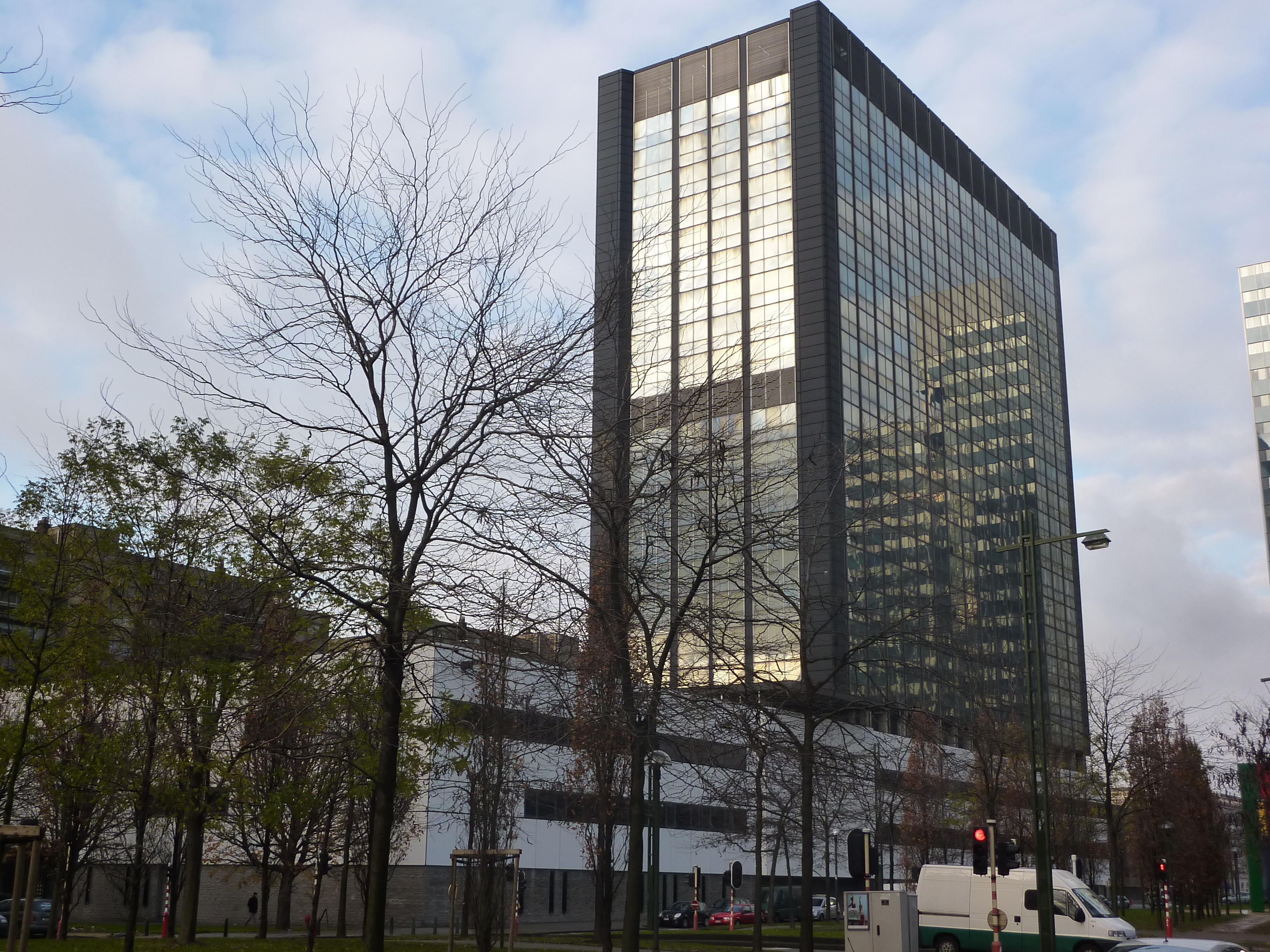
Tour TBR (Bruxelles)
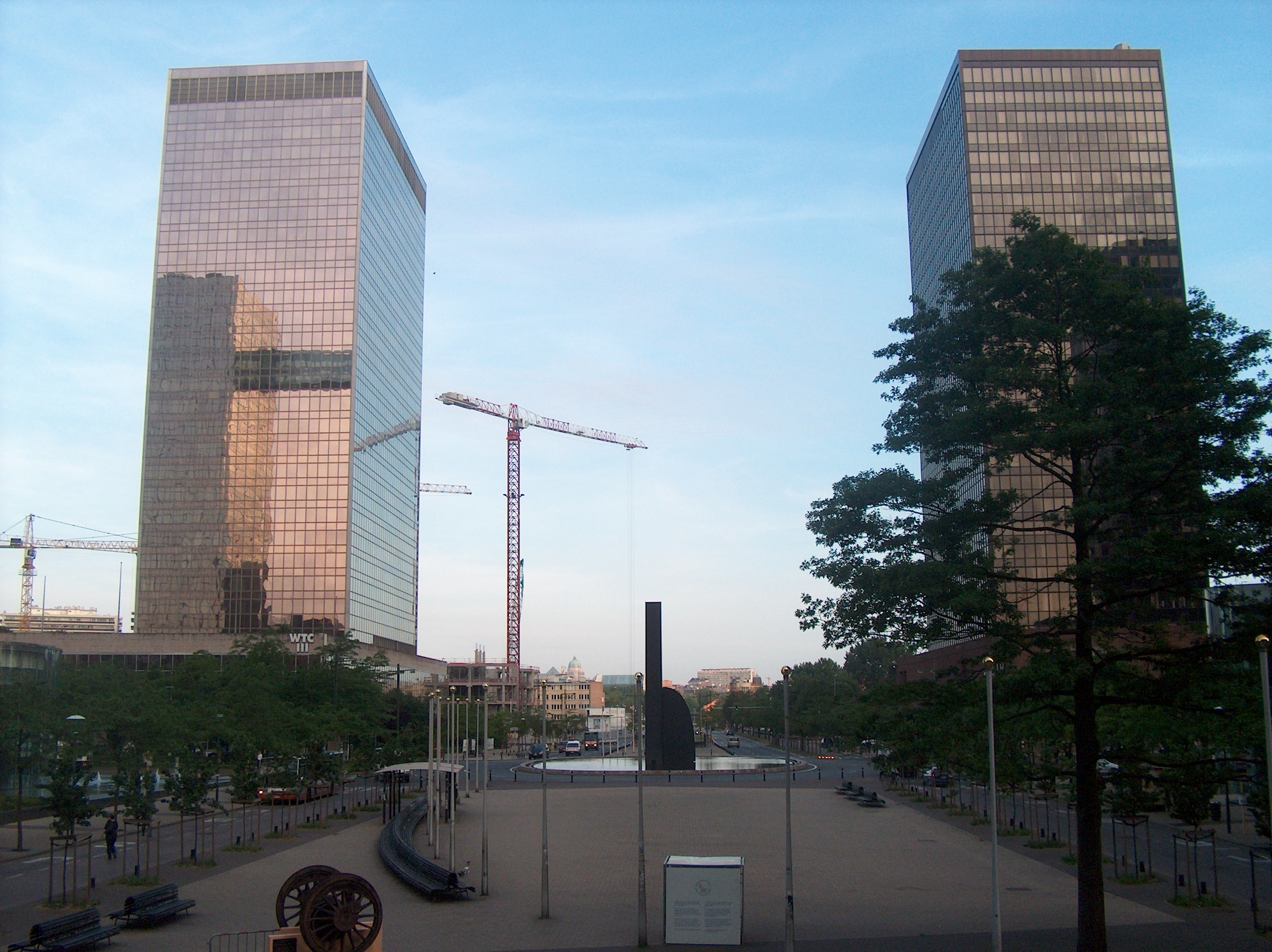
World Trade Center (Schaerbeek)

### Cinéma
- Création du Festival international du film de Flandre-Gand.

- Le Conscrit (De Loteling) de Roland Verhavert, d'après le roman éponyme de Hendrik Conscience.
- La Course en tête, film documentaire de Joël Santoni.
- Miss O'Gynie et les Hommes fleurs de Samy Pavel.
- Simona de Patrick Longchamps.

### Littérature

#### Littérature francophone
- Prix Victor-Rossel : André-Marcel Adamek, Le Fusil à pétales

- Les Bons Offices, roman de Pierre Mertens[5].
- Les Miroirs d'Ostende, pièce de théâtre de Paul Willems[6].
- Le Pique-nique de Claretta, pièce de théâtre de René Kalisky[7].
- Les Poupées de l’Ombre Jaune, roman d'Henri Vernes.
- Sept machines à rêver, recueil de nouvelles de Gaston Compère[8].
- Tête de truc, pièce de théâtre de Pascal Vrebos[7].

#### Littérature néerlandophone
- Prix des lettres néerlandaises : Marnix Gijsen.

## Sciences
- Prix Nobel de physiologie ou médecine attribué aux Belges Albert Claude (ULB) et Christian de Duve (UCL) pour leurs découvertes en biologie cellulaire[9].
- Prix Francqui : Raoul van Caenegem (histoire, RUG)[10].

## Sports
- Trophée national du Mérite sportif : Paul Van Himst (football).

### Cyclisme
- 7 avril : Roger De Vlaeminck remporte la course Paris-Roubaix pour la deuxième fois.
- 21 juillet : Eddy Merckx remporte le Tour de France pour la cinquième fois.

### Football
- Coupe de Belgique : KSV Waregem.
- Soulier d'or : Paul Van Himst (RSC Anderlecht).

## Naissances
- 10 janvier : Bob Peeters, joueur de football.
- 18 janvier : princesse Claire Coombs, épouse du prince Laurent de Belgique.
- 14 février : Philippe Léonard, joueur de football.
- 11 avril : Natacha Régnier, actrice.
- 23 juillet : Rik Verbrugghe, coureur cycliste.
- 6 mai : Ann Mercken, athlète.
- 5 octobre : Geoffrey Claeys, joueur de football.
- 6 novembre : Frank Vandenbroucke, coureur cycliste († 12 octobre 2009).
- 28 décembre : Glenn D'Hollander, coureur cycliste.
- 31 décembre : Mario Aerts, coureur cycliste.
- sans date : Michaël Gillon, astronome et astrophysicien.

## Décès
- 29 janvier : Jules Wabbes, designer (° 18 mars 1919).
- 31 janvier : Paul Haesaerts, cinéaste (° 15 février 1901).
- 2 février : Jean Absil, compositeur (° 23 octobre 1893).
- 15 février : Cyrille Van Hauwaert, coureur cycliste (° 16 décembre 1883).
- 16 février : Paul Struye, homme politique (° 1er septembre 1896).
- 18 février : Bernard Voorhoof, joueur de football
- 31 mars : Victor Boin, nageur, escrimeur
- 7 mai : Hans Van Werveke, historien.
- 21 mai : Albert t'Serstevens, écrivain d'expression française.
- 26 juillet : Samuel de Vriendt, peintre.
- 3 septembre : Jean-Baptiste Piron, général de l'armée belge.
- 20 septembre : Robert Herberigs, compositeur, peintre et écrivain d'expression néerlandaise (° 19 juin 1886).
- 14 novembre : Marcel Lefrancq, photographe (° 9 octobre 1916).
- 21 décembre : Théodore Nouwens, joueur de football.

## Statistiques
- Population totale au 1er janvier 1974 : 9 756 590 habitants[11].